# Hanns Zehtmeyer
Hanns Zehtmeyer (eigentlich Johannes Zethmeyer; * 11. Dezember 1891 in Neustadt an der Aisch; † 16. Juli 1969 in Leipzig) war ein deutscher Grafiker und Maler.

## Leben und Werk
Zehtmeyer absolvierte eine Lehre als Dekorationsmaler und schuf in dieser Zeit bereits erste Zeichnungen mit Motiven seiner fränkischen Heimat.
Von 1908 bis 1911 studierte er bei Rudolf Schiestl an der Akademie der bildenden Künste Nürnberg und ab 1912 an der Akademie für graphische Künste und Buchgewerbe in Leipzig, u. a. bei Otto Richard Bossert und Hugo Steiner-Prag. 1913 entwarf er eine Künstlerpostkarte für das Fest der akademischen Turn- und Sportbewegung „Deutsch-akademisches Olympia“ in Leipzig, die aber nicht veröffentlicht wurde. Er musste das Studium 1914 abbrechen, als er zum Militär eingezogen wurde und als Soldat und Kriegsberichterstatter am Ersten Weltkrieg teilnahm. Von 1918 bis 1921 setzte er das Studium fort. Danach arbeitet er in Leipzig als freischaffender Künstler. Außerdem war er von 1925 bis 1937 Lehrer an der Buchdrucker-Lehranstalt, einer für die Buchstadt wichtigen Berufsschule, und ab 1939 Dozent an der Kunstgewerbeschule Leipzig.
Zehtmeyer war vor allem Holzschneider und Schriftgestalter, auch als Buchillustrator und Exlibris-Künstler, schuf aber auch Ölgemälde, Aquarelle und Tuschezeichnungen. Seine bevorzugten Motive waren Land-schaften, Stillleben und Bildnissen. Exlibris schuf er u. a. für den Verlag Breitkopf & Härtel und für ein Mitglied des Adelsgeschlechts Woedke.
In der Zeit des Nationalsozialismus war Zehtmeyer Mitglied der Reichskammer der bildenden Künste. In einem 1936 publizierten Essay hieß es, dass er „von Anfang an unbeirrt wurzelstarkes Volkstum in seinem Schaffen verkörpert hat“ und „den geraden Weg ehrlichen handwerklichen Schaffens ging.“ „Als Schriftgestalter hat dem Künstler von jeher die Formgebung ausgesprochen deutscher Schrifttypen auf guter handwerklicher Grundlage am Herzen gelegen.“ In diesem Geist gestaltete er Anfang 1936 einen Spruch Hitlers, in dessen Typografie „Jeder Buchstabe … mit vollendetem Gefühl, scheinbar sorglos und doch außerordentlich sicher seine besondere Form erhalten“ hat.

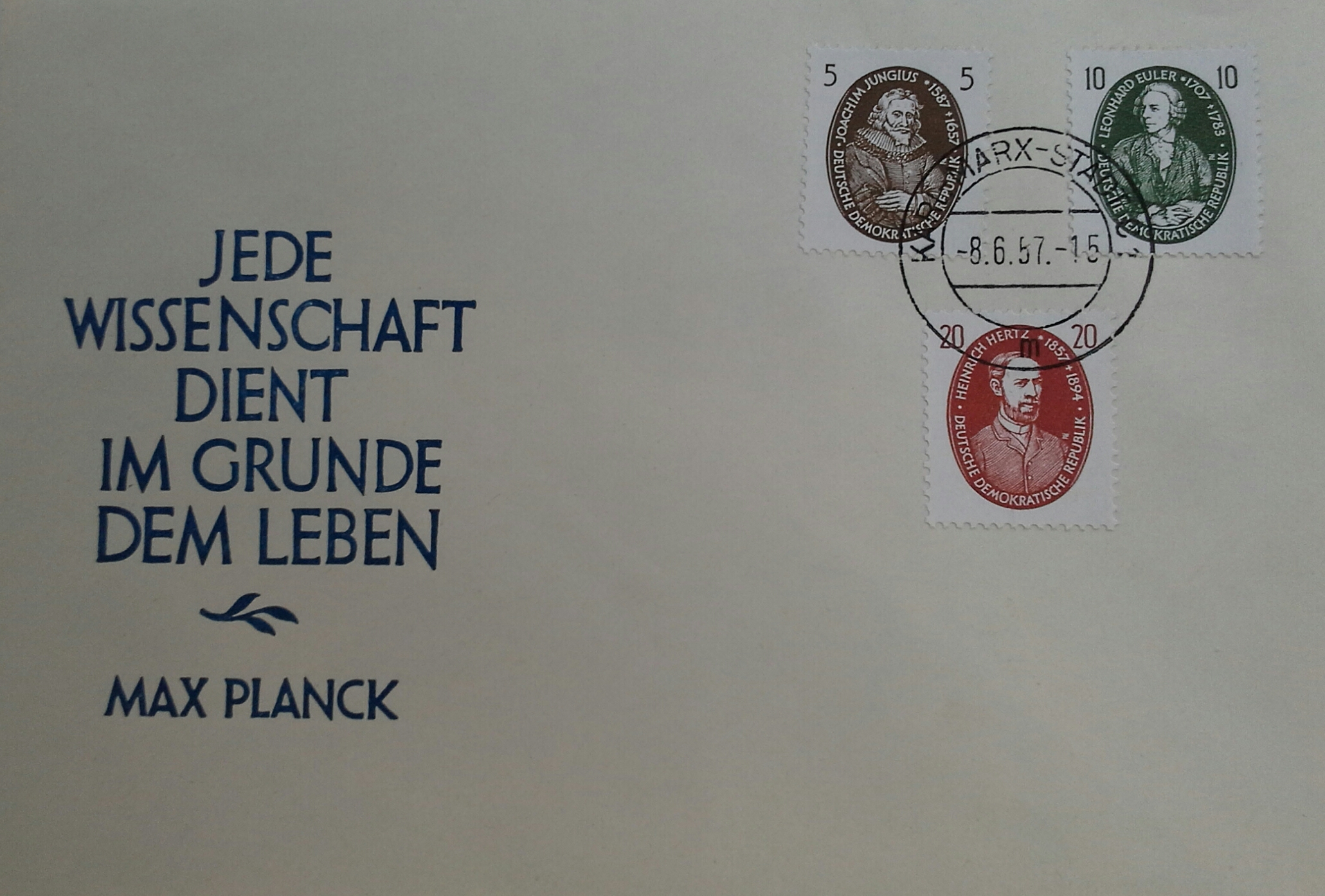
Briefmarken Zehtmeyers auf Ersttagsbrief

Von 1941 bis 1945 nahm Zehtmeyer als Soldat der Wehrmacht am Zweiten Weltkrieg teil. Nach der Entlassung aus der Kriegsgefangenschaft zog er nach Freiberg und arbeitete als freischaffender Künstler. Von 1956 bis 1965 beteiligte er sich an mehreren Ausschreibungen der Deutschen Post zur Gestaltung von Briefmarken.
Zum Arbeiten hielt er sich auch nach 1945 weiter wiederholt in Leipzig auf, wo er mit Max Schwimmer befreundet war. Er schnitt Zeichnungen Schwimmers in Holz und druckte sie, so den Holzstich-Zyklus Schwarz-weiß mit sechs Blättern (10 × 15 cm), der 1962/1963 auf der Fünften Deutschen Kunstausstellung in Dresden gezeigt wurde.

## Werke (Auswahl)

### Buchillustrationen
- Felix Dahn und Therese Dahn (Bearbeitung): Walhall. Germanische Götter- und Heldensagen. Für den deutschen Herd erzählt. Breitkopf & Härtel. Leipzig, um 1923.
- Stimmt an! Lieder für die deutsche Jugend. Auswahl: Ausschuss der Lehrervereine Leipzig-Stadt und – Land. Verlag der Dürr‘schen Buchhandlung, Leipzig, 1926
- Hermann Eicke: Nordland-Helden. Ein Sagenbuch. B. G. Teubner, Leipzig, 1927
- A. Kratzer, Fritz Popelka (Auswahl): Sagen aus der Lausitz. Aus der Sagenwelt des Lausitzer Berglandes und der Wendei. Hegel & Schade, Leipzig, 1928 (Dürrs Sammlung deutscher Sagen Bd. 13)[3]
- Rheinlandsagen. Hegel & Schade, Leipzig
- Theodor Steudel i. V. m. Hanna Gräfin von Pestalozza: Geschichtserzählungen für die Unterstufe. B. G. Teubner Leipzig und Berlin, 1929
- Daheim und Draussen. Lehrerverein Leipzig-Land und -Stadt (Hrsg.) Dürr'sche Buchhandlung, Leipzig, 1930 (3. Auflage)
- Paul Georg Münch und Thea von Harbou (Bearbeitung): Das Nibelungenlied. 1935 (Auftragsarbeit der Feinseifen- und Parfümfabrik Bergmann & Co., Radebeul)
- Deutsches Kulturerbe. 12 Städtebilder in Originalstahlstichen. Werkstätte für Buchkunst, Leipzig, 1957 (Stiche von A. Deutscher)

### Gemälde
- Alter Landarbeiter[4]
- Vorfrühling am Stadtrand[4]

### Briefmarken der Deutschen Post
- 1956: Olympische Sommerspiele 1956[5]
- 1957: Berühmte Naturwissenschaftler (Joachim Jungius, Leonhard Euler, Heinrich Hertz)[5]

## Ausstellungen (unvollständig)
- 1936: New York, Große deutsche Graphikschau (mit dem Holzschnitt Bäume im Sturm von 1929)
- 1948: Freiberg, Stadt- und Bergbaumuseum („3. Ausstellung Erzgebirgischer Künstler“)[6]